# Anyphaenoides pluridentata
Anyphaenoides pluridentata là một loài nhện trong họ Anyphaenidae.
Loài này thuộc chi Anyphaenoides. Anyphaenoides pluridentata được miêu tả năm 1913 * bởi Lucien Berland.